# André Daniel Clerc
André Daniel Clerc (1903–?) war ein Schweizer Missionar in Mosambik und Lehrer von Eduardo Mondlane. 1946 veröffentlichte er die Erzählung Schitlangu, der Sohn des Häuptlings, die von der Kindheit Mondlanes handelt.